# Dămieni
Dămieni (węg. Deményháza) – wieś w Rumunii, w okręgu Marusza, w gminie Eremitu. W 2011 roku liczyła 236 mieszkańców.